# Eerste Kamerverkiezingen 2019/Kandidatenlijst/Blanco lijst 15
De kandidatenlijst voor de Eerste Kamerverkiezingen van 2019 van de blanco lijst (lijstnummer 15) is na controle door de Kiesraad als volgt vastgesteld:
1. Frans J.C., Capelle aan den IJssel